# Vidole sothoana
Vidole sothoana är en spindelart som beskrevs av Griswold 1990. Vidole sothoana ingår i släktet Vidole och familjen Phyxelididae. Inga underarter finns listade i Catalogue of Life.